# Bismarckovo moře
Bismarckovo moře (anglicky Bismarck Sea) leží na sever od ostrova Nová Guinea a je ze tří stran (ze severu, východu a jihu) obklopeno ostrovy Bismarckova souostroví, které ho oddělují od Tichého oceánu. Na jihu je spojeno s Šalomounovým mořem dvěma úžinami, Dampierovou mezi Novou Británií a Rookeho ostrovem a Vitiazovou mezi Rookeho ostrovem a Novou Guineou; na jihovýchodě spojuje obě moře kanál svatého Jiřího mezi Novým Irskem a Novou Británií.
Moře má rozlohu asi 310 tisíc km², průměrnou hloubku 1700 m a maximální hloubku 2900 m. Průměrná teplota povrchových vod je 28 °C a salinita činí 34‰. Průměrná výška přílivu je kolem 1 m.
V březnu 1943 se zde odehrála jedna z námořních bitev války v Tichomoří (bitva v Bismarckově moři) mezi Japonci a Spojenci, která skončila drtivou japonskou porážkou.